# Bild(n)er der Chemie
Bild(n)er der Chemie war eine 13-teilige Sendereihe, die von Hans-Jürgen Bersch in den Jahren 1983–1988 als Redakteur, Autor und Moderator im ZDF präsentiert wurde. Sie befasst sich jeweils mit der Biographie und dem Wirken eines bedeutenden Chemikers. Die Reihe wurde in Nachfolge zum Studienprogramm Chemie produziert. Die Deutsche Erstausstrahlung war am 11. September 1983 im ZDF.

## Sendungen
| Nr. | Titel                                                                                   | Erstausstrahlung |
| --- | --------------------------------------------------------------------------------------- | ---------------- |
| 1   | Vom fruchtbaren Boden der Wissenschaft: Justus von Liebig                               | 11. Sep. 1983    |
| 2   | Leuchtsignale aus dem Mikrokosmos: Robert Bunsen[2]                                     | 18. Sep. 1983    |
| 3   | Leuchtendes Lila aus Teer: William Henry Perkin[3]                                      | 25. Sep. 1983    |
| 4   | Luft zum Essen: Fritz Haber[4]                                                          | 2. Okt. 1983     |
| 5   | Strickmuster für Molekülfäden: Hermann Staudinger[5]                                    | 9. Okt. 1983     |
| 6   | Reisen ins Stromland: Michael Faraday[6]                                                |                  |
| 7   | Katzenaugen – Farbenspiele – Kochrezepte: Friedlieb Ferdinand Runge[7]                  |                  |
| 8   | Von Farben zu Strukturen: August Wilhelm von Hofmann[8]                                 |                  |
| 9   | Chemiegenie und Dichterfürst: Johann Wolfgang Döbereiner; Johann Wolfgang von Goethe[9] |                  |
| 10  | Ein früher „Grüner“?: Max von Pettenkofer[10]                                           |                  |
| 11  | Revolutionär – rein zufällig: Friedrich Wöhler[11]                                      |                  |
| 12  | Genius mit Geschäftssinn: Walther Nernst[12]                                            |                  |
| 13  | Schlüssel zum Lebendigen: Otto Warburg[13]                                              |                  |